# Michio Suzuki
Michio Suzuki (鈴木 道雄, Suzuki Michio; Yoshikawa-mura, Prefectura de Shizuoka, 18 de febrero de 1887 - Hamamatsu, 27 de octubre de 1982) fue un ingeniero, inventor, empresario y político japonés.
Fue presidente de Suzuki Loom Works (primera generación), Suzuki Loom Company Ltd. (primera generación), miembro del consejo de la ciudad de Hamamatsu, Prefectura de Shizuoka (segundo mandato), y presidente de Suzuki Motor Industry Company Ltd. (primera generación) y de Suzuki Motor Corporation.

## Biografía
Michio Suzuki es considerado uno de los fundadores de la industria automotriz japonesa, junto con Soichiro Honda, también originario de la actual ciudad de Hamamatsu.  Comenzó su carrera como carpintero, pero su trayectoria lo llevó a convertirse en inventor, ingeniero y empresario.
Nació el 18 de febrero de 1887 en la aldea de Yoshikawa, distrito de Hamana, Prefectura de Shizuoka.  En 1901, comenzó su aprendizaje como carpintero, adquiriendo conocimientos en técnicas de construcción.  Sin embargo, tras la Guerra ruso-japonesa, la demanda de construcciones disminuyó.  Su maestro, que también se dedicaba a la fabricación de telares, le sugirió que cambiara de oficio y aprendiera la tecnología de fabricación de telares. En 1909, fundó Suzuki Loom Works, marcando el inicio de su independencia empresarial.

### Carrera empresarial

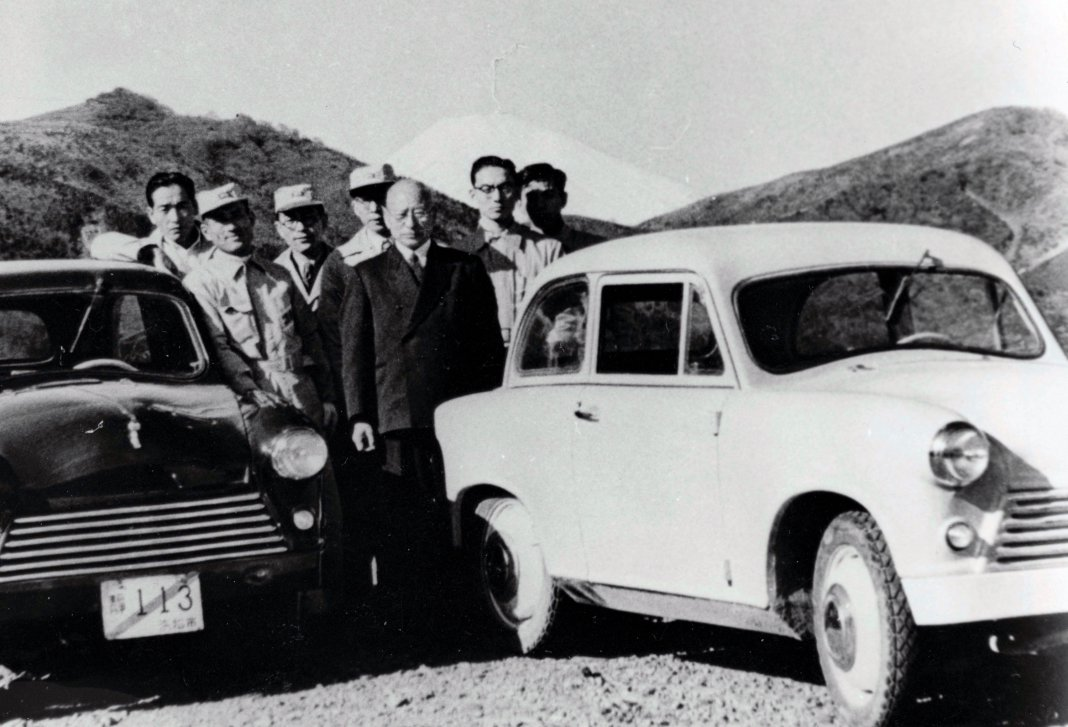
Michio Suzuki (izquierda) con el equipo de desarrollo del Suzuki Suzulight en 1954.

En 1920, Suzuki transformó Suzuki Loom Works en una sociedad anónima, Suzuki Loom Manufacturing Co., y asumió la presidencia.  En 1930, impulsado por personas de su entorno, se presentó como candidato a las elecciones del consejo de la ciudad de Hamamatsu, resultando electo.  Durante ocho años, se desempeñó como concejal, contribuyendo al desarrollo de la administración municipal.
En 1954, Suzuki Loom Manufacturing Co. se reorganizó como Suzuki Motor Corporation, y Michio Suzuki continuó como presidente. En febrero de 1957, cedió la presidencia a su yerno, Shunzo Suzuki, y asumió el cargo de consejero. Falleció el 27 de octubre de 1982.

## Legado
Michio Suzuki construyó Suzuki en una sola generación, transformándola de un fabricante de telares a un fabricante de equipos de transporte. Es recordado como una figura clave en la historia de la industria automotriz japonesa.